# Jim Bolger (entraîneur)
James S. "Jim" Bolger, né le 25 décembre 1941 à Oylegate, dans le Comté de Wexford, en Irlande est un éleveur et entraîneur irlandais de chevaux de courses, spécialisé dans les courses de plat, basé à Coolcullen, dans le Comté de Kilkenny.
D'abord comptable à Dublin, il se lance dans le concours hippique puis bifurque dans les années 70 vers les courses, qui étaient son objectif. Fait exceptionnel dans les courses de haut niveau, il élève lui-même nombre des meilleurs chevaux qu'il entraîne. Il a également été le maître d'apprentissage d'Aidan O'Brien, l'entraîneur le plus titré de l'histoire. Jim Bolger a reçu le Daily Telegraph Award of Merit en 2013. 

## Palmarès sélectif (groupe 1uniquement)
Irlande
- Irish Derby – 2 – St Jovite (1992), Trading Leather (2013)
- Irish Oaks – 2 – Give Thanks (1983), Margarula (2002)
- Irish 1000 Guineas – 2 – Finsceal Beo (2007), Pleascach (2015)
- Irish 2000 Guineas – 1 – Mac Swiney (2021)
- Pretty Polly Stakes – 4 – Flame of Tara (1983), Noora Abu (1989), Alexander Goldrun (2005, 2006)
- National Stakes – 4 – Teofilo (2006), New Approach (2007), Dawn Approach (2012), Verbal Dexterity (2017)
- Phoenix Stakes – 3 – Eva Luna (1994), Mantovani (1996), Saoirse Abu (2007)
- Moyglare Stud Stakes – 3 – Park Appeal (1984), Priory Belle (1995), Saoirse Abu (2007)
- Irish Champion Stakes – 2 – Park Express (1986), New Approach (2008)
- Tattersalls Gold Cup – 2 – Erins Isle (1981), Perfect Imposter (1994)

 Royaume-Uni
- Derby d'Epsom – 1 – New Approach (2008)
- Oaks – 1 – Jet Ski Lady (1991)
- 2000 Guinées – 2 – Dawn Approach (2013), Poetic Flare (2021)
- 1000 Guinées – 1 – Finsceal Beo (2007)
- Dewhurst Stakes – 5 – Teofilo (2006), New Approach (2007), Intense Focus (2008), Parish Hall (2011), Dawn Approach (2012)
- Yorkshire Oaks – 3 – Condessa (1981), Lush Lashes (2008), Pleascach (2015)
- St. James's Palace Stakes – 2 – Dawn Approach (2013), Poetic Flare (2021)
- Cheveley Park Stakes – 1 – Park Appeal (1984)
- King George VI and Queen Elizabeth Diamond Stakes – 1 – St Jovite (1992)
- Nassau Stakes – 1 – Alexander Goldrun (2005)
- Champion Stakes – 1 – New Approach (2008)
- Coronation Stakes – 1 – Lush Lashes (2008)
- Futurity Trophy – 1 – Mac Swiney (2020)

 France
- Critérium international – 1 – Loch Garman (2012)
- Prix de l'Abbaye de Longchamp – 1 – Polonia (1987)
- Prix Marcel Boussac – 1 – Finsceal Beo (2006)
- Prix de l'Opéra – 1 – Alexander Goldrun (2004)

 Italie
- Oaks d'Italie – 1 – Ivyanna (1992)

 Hong Kong
- Hong Kong Cup – 1 – Alexander Goldrun (2004)